# Gråhuvad dvärgtyrann
Gråhuvad dvärgtyrann (Serpophaga griseicapilla) är en nyligen beskriven fågelart i familjen tyranner inom ordningen tättingar.

## Utbredning och systematik
Arten förekommer i Argentina, Paraguay, Uruguay och södra Brasilien. Den behandlas som monotypisk, det vill säga att den inte delas in i några underarter.

## Status
IUCN kategoriserar den som livskraftig.